# Jakob Karol
Jakob Karol, auch  Jacob Karol (* 18. Januar 1889 in Lemberg, Österreich-Ungarn; † 12. Dezember 1932 in Prein an der Rax), war ein österreichischer Filmproduzent und Filmproduktionsleiter.

## Leben und Wirken
Über Karols Herkunft und Ausbildung ist derzeit nichts bekannt. Der Bruder von Wilhelm Karol soll rund ein Vierteljahrhundert lang in der Filmbranche gewirkt haben. Er war zunächst in Wien tätig, wo er im Juli 1918 die Karol Filmvertriebs-Gesellschaft m.b.H. gründete. Im Januar 1921 gründete er in Berlin gemeinsam mit Louis von Sonnenberg die Filma Film-Vertriebs-Gesellschaft m.b.H., im Februar mit Ernst Hugo Correll die Albertini Filmgesellschaft m.b.H. und im September die Maciste Märkische Cinomatographische Theatergesellschaft m.b.H. Zweck der letztgenannten Firma war laut Handelsregistereintrag die "Herstellung und der Vertrieb von Filmen und aller anderen für ein kinomatographisches Theater erforderlichen Betriebsmittel sowie der Erwerb von Filmtheatern und ihre Verpachtung".
Im Februar 1922 folgte die Gründung der Produktionsfirma Jacob Karol-Film GmbH. Bei der Albertini Filmgesellschaft stieg er im März aus, wurde aber in dem Jahr auch noch Geschäftsführer an der Seite seines Bruders bei der Rialto-Film-Compagnie GmbH. 
Als Produzent machte er sich vor allem einen Namen mit der Herstellung aller vier deutschen Maciste-Streifen (1922/23) mit dem italienischen Muskelmann Bartolomeo Pagano in der Titelrolle. Bereits 1928 stellte Karol seine Filmherstellung wieder ein und ließ sich von der Europa-Filiale der US-Filmgesellschaft Paramount anheuern. Für diesen Produktionsgiganten stellte Jakob Karol zu Beginn der Tonfilmära in Joinville bei Paris als Produktionsleiter eine Reihe von deutschsprachigen Versionen US-amerikanischer Filme her. Wenig später erkrankte er schwer, begab sich in ein Wiener Sanatorium und verstarb noch vor dem Jahresende 1932 in einem nahegelegenen österreichischen Dorf.

## Filmografie
bis 1928 als Produzent, danach als Produktionsleiter
- 1922: Maciste und der Sträfling Nr. 51
- 1922: Maciste und die Tochter des Silberkönigs
- 1922: Man soll es nicht für möglich halten oder Maciste und die Javanerin
- 1923: Maciste und die chinesische Truhe
- 1923: Der Tiger des Zirkus Farini
- 1925: Eine Minute vor Zwölf
- 1927: Grand Hotel …!
- 1927: Artisten
- 1928: Das letzte Souper
- 1931: Zum Goldenen Anker
- 1931: Die nackte Wahrheit
- 1931: Die Nächte von Port Said
- 1932: Marco, der Clown